# Fernand Melgar
 (juin 2025).
 (juin 2025).
Il peut être nécessaire de l'améliorer pour respecter le principe de neutralité de point de vue. Veuillez consulter la page de discussion pour plus de détails.

Fernand Melgar est un réalisateur et producteur de documentaire de nationalité suisse et espagnole, né le 4 juillet 1961 à Tanger.

## Biographie

### Origines et famille
Né le 4 juillet 1961 à Tanger dans une famille d’anarcho-syndicalistes espagnols de la CNT exilée au Maroc dans les années 1930, Fernand Melgar accompagne clandestinement ses parents qui émigrent en Suisse comme travailleurs saisonniers en 1964. Caché avec sa sœur dans un appartement d'un quartier ouvrier de Chavannes dans l'Ouest lausannois,[réf. souhaitée] il fait partie de ceux qu'on appelait « les enfants du placard ».
Il est père de trois enfants.

### Formation et parcours cinématographique

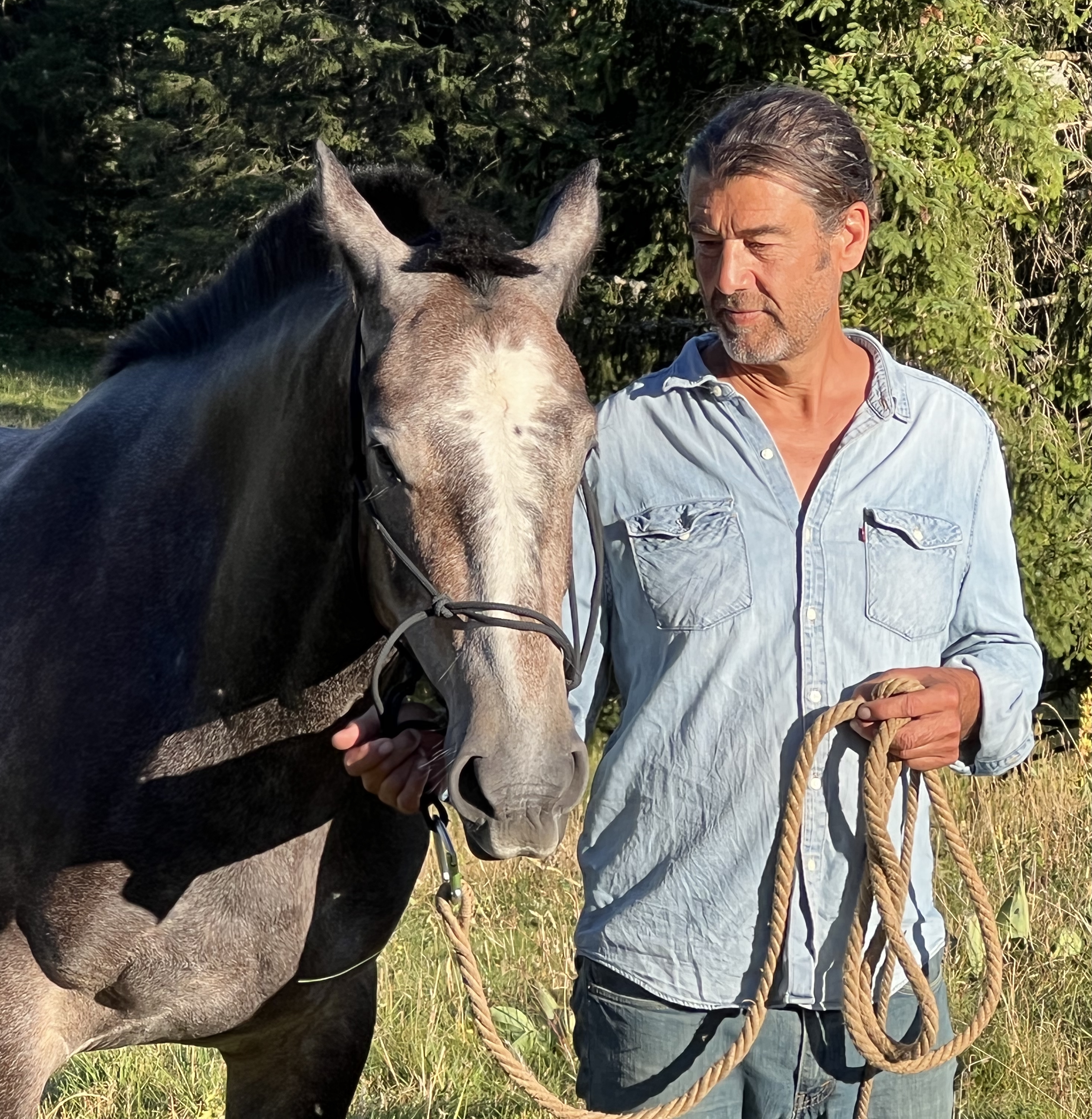
Fernand Melgar et son Franches-Montagnes Éclair

Après avoir projeté des films expérimentaux, Fernand Melgar réalise en autodidacte ses premiers documentaires à partir de 1983 pour la Radio Télévision Suisse et le cinéma[réf. souhaitée].
En 2020, il met un terme à sa carrière de cinéaste pour se consacrer à l'équitation éthologique, l'ornithologie et l'apiculture afin de sensibiliser la jeune génération à la défense de l'environnement et de la biodiversité. Il s'installe alors seul dans le nord du canton de Vaud.
En 2023, l'ensemble de son œuvre est déposé à la Cinémathèque suisse. Défenseur de Copyleft, il rend ses films disponibles en ligne gratuitement.

### Films principaux
Plusieurs de ses films font l'objet d'articles universitaires,.

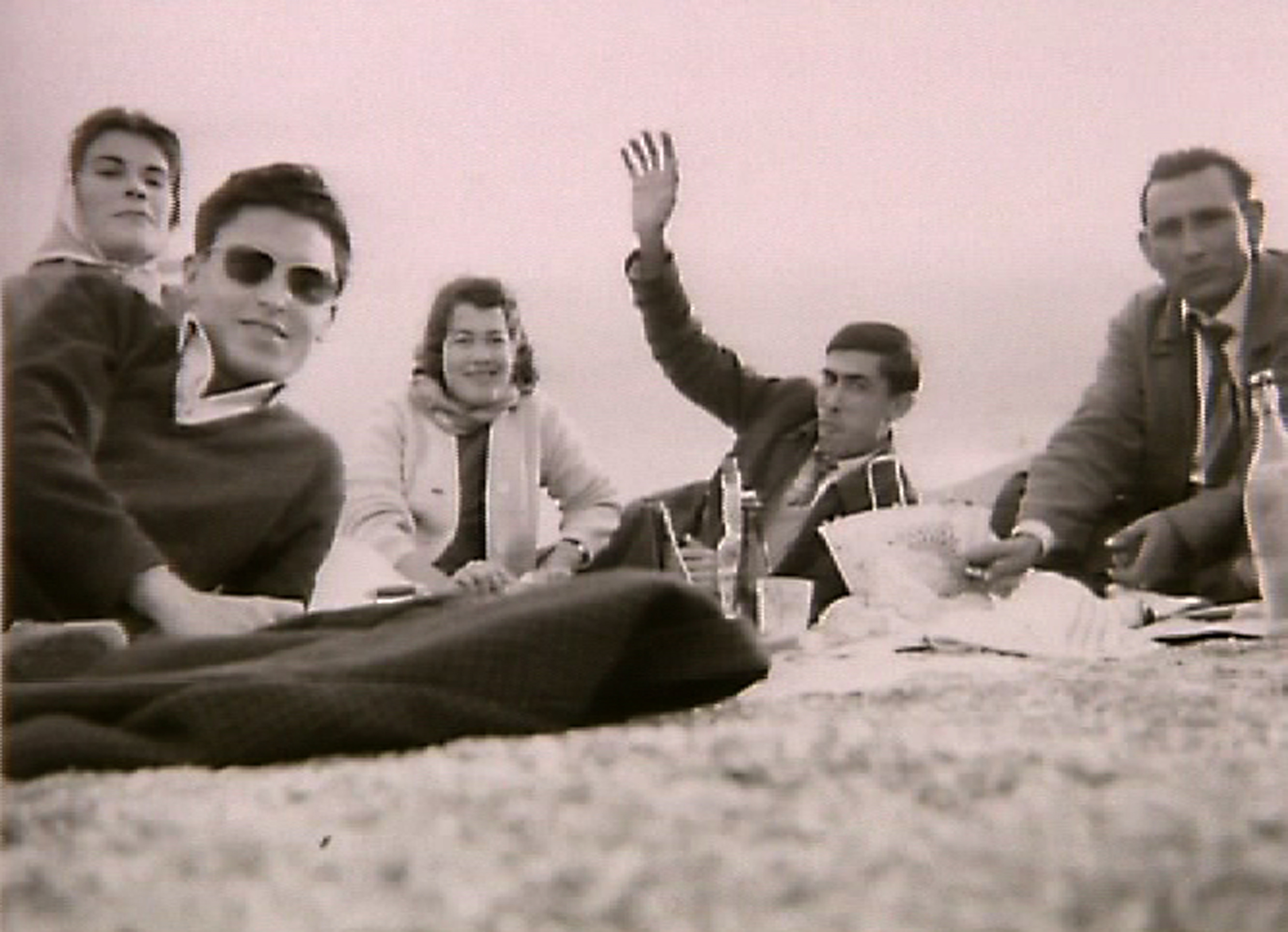
Album de famille

Album de famille (1993) est le portrait intime des parents de Fernand Melgar. Retournés en Espagne après 27 ans passés en Suisse, ils racontent les conditions des saisonniers venus du sud de l'Europe travailler pendant les Trente Glorieuses. Le film est diffusé le 26 juillet 1994 sur Temps Présent. Fredy Buache, directeur de la Cinémathèque Suisse écrit que le film est « l’évocation d’une période particulièrement déplorable de l’histoire suisse qui, sans rancœur, laisse affleurer une mentalité qui devrait permettre à chaque spectateur de se reconnaître et de se juger ». Album de famille reçoit en 1994 le grand prix de l’Organisation Internationale du Travail pour le film qui traite le mieux de la justice sociale dans le monde du travail.

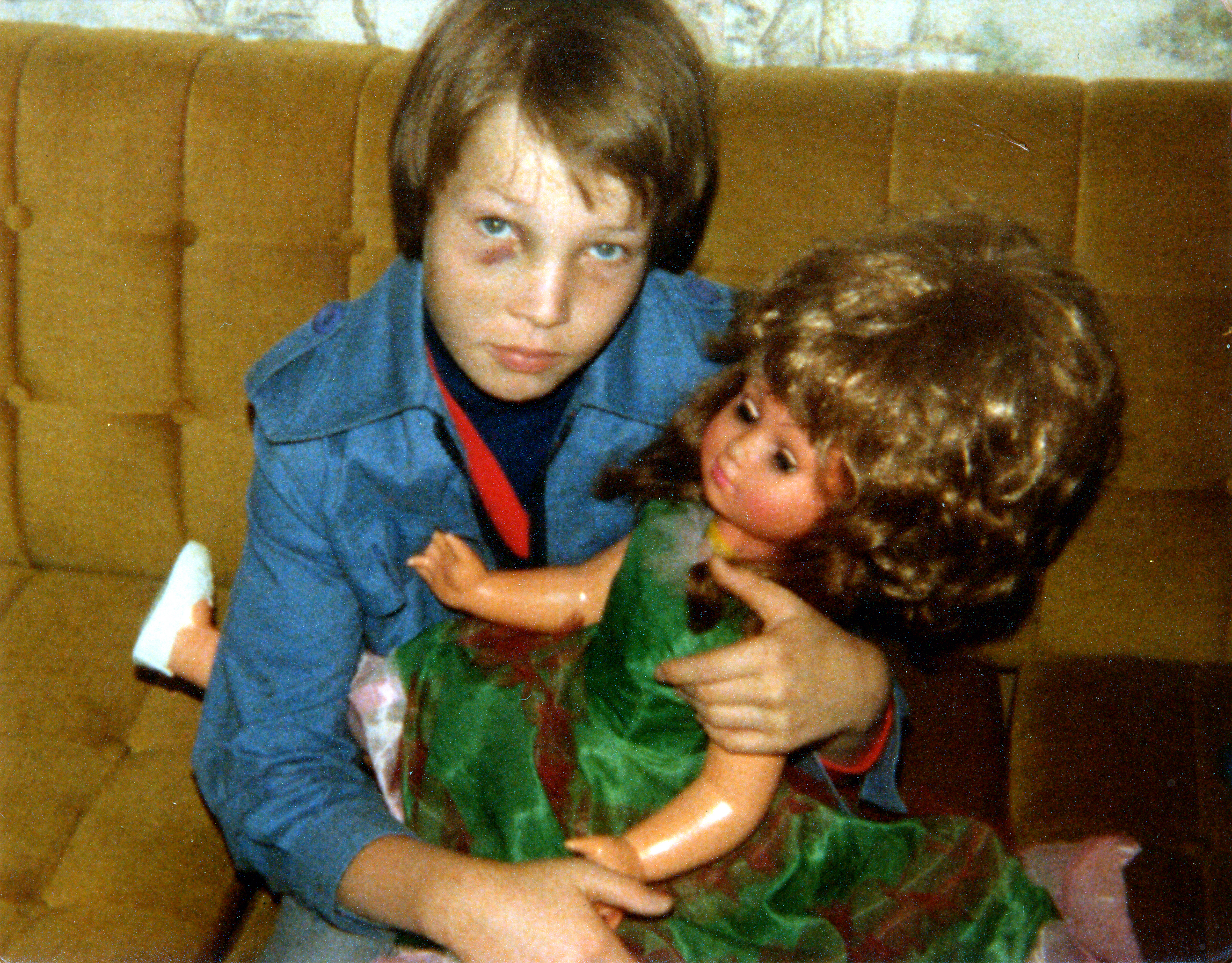
Remue-Ménage

Remue-ménage (2002) s'intéresse à Pascal, 35 ans, père de famille, démolisseur de voiture et travesti dans la petite ville de Moudon. Il rêve de succès, imite Dalida, il lutte pour porter les robes qu'il affectionne et imposer sa différence, car ses concitoyens n'apprécient guère qu'il se déguise en Mère Noël pendant les fêtes de fin d'année. Le critique Antoine Duplan de l'Hebdo note « Fernand Melgar a du cœur. Dans Remue-Ménage, il plonge au fond d'une misère affective noire, sans jamais se départir de sa compassion. Jamais la « belle plante, la belle miss », comme dit Patrick, n'est tournée en dérision; au contraire elle/il plaide pour la tolérance et le respect ».

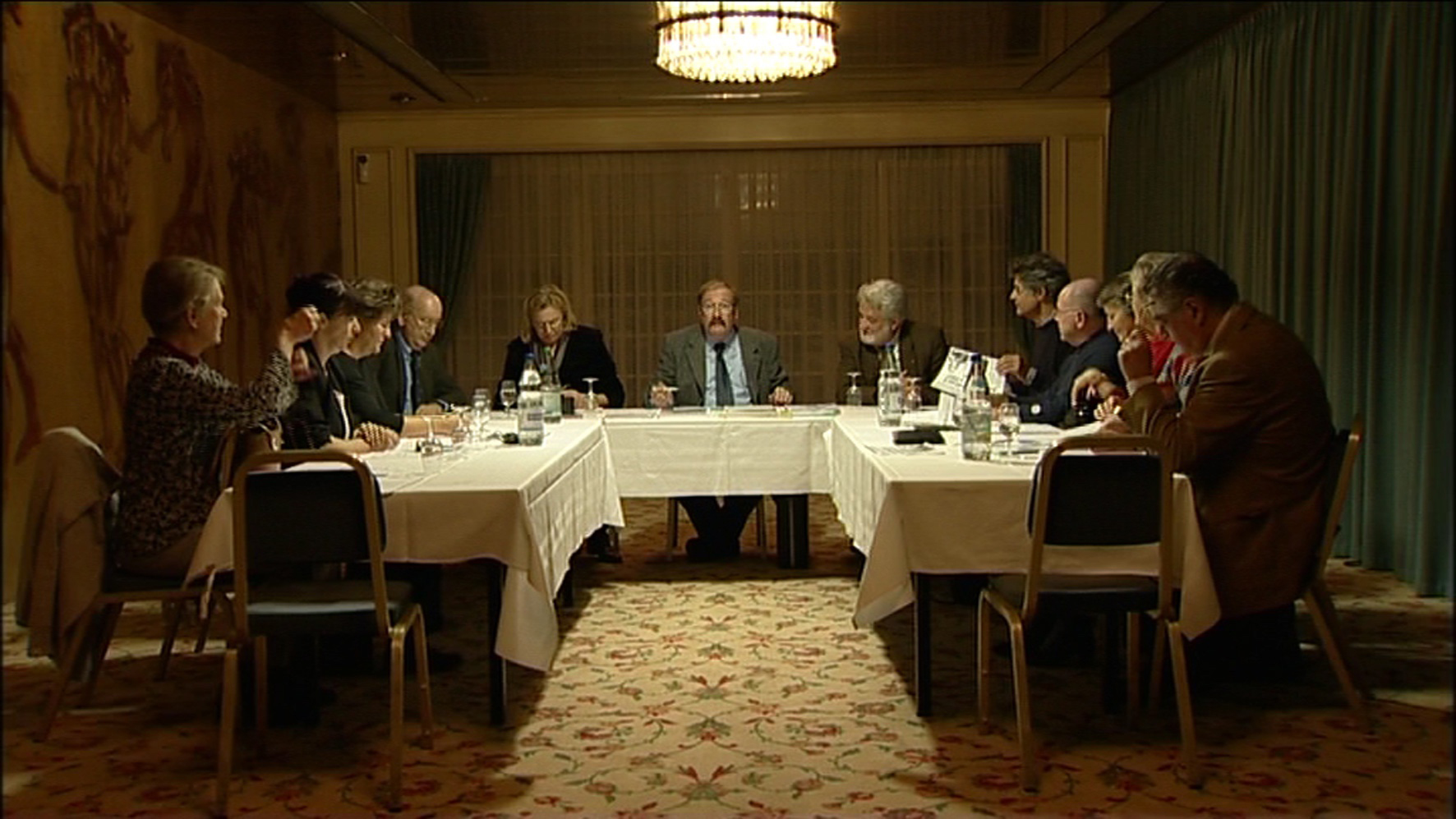
Exit, le droit de mourir

Exit, le droit de mourir (2005) accompagne des bénévoles de l’association EXIT qui ont pour mission d'offrir une assistance au suicide à des personnes condamnées ou qui souhaitent mourir. Jean Roy, critique à L'Humanité écrit « ce pourrait être insoutenable et c’est juste magnifique, tant la caméra est toujours à la distance parfaite, refusant voyeurisme et exploitation malsaine comme condescendance et apitoiement. À la réserve obligée dans le traitement de telles situations correspond toute la pudeur d’un style. C’est cela le grand cinéma ». Le film a reçu le Prix du Cinéma Suisse et Golden Link Award du meilleur documentaire européen. En 2006, il est fait partie la liste des 100 personnalités qui font la Suisse romande établie par L'Hebdo.

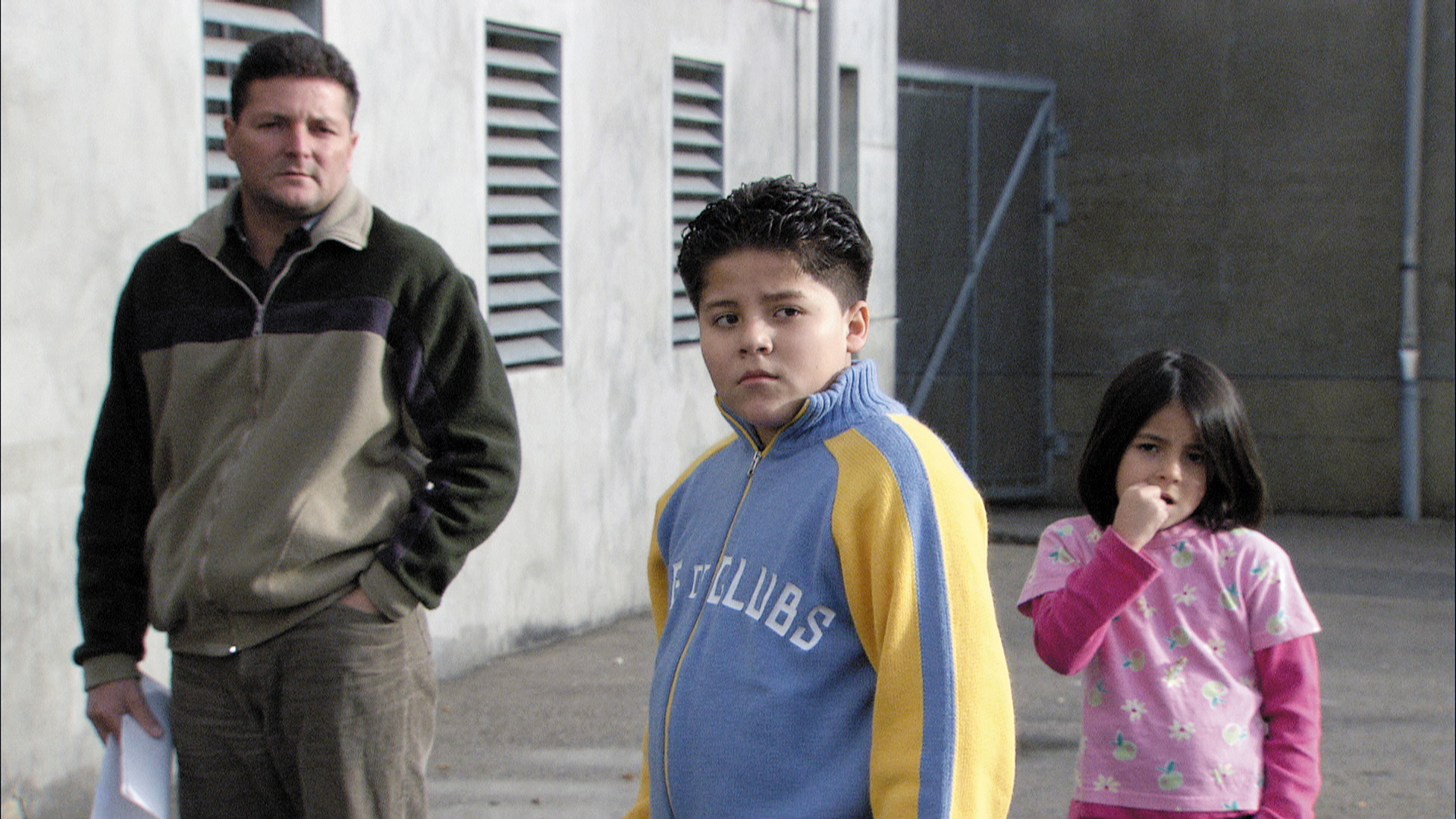
La Forteresse

La forteresse (2008) est une observation d'un centre d'enregistrement et de procédure pour requérant d'asile en Suisse. Pour la première fois, le travail des auditeurs fédéraux chargés d’accorder le statut de réfugié est révélé. Le film reçoit le Léopard d'or au 61e Festival de Locarno. Martin Walder de la NZZ écrit « le spectateur ne peut se défiler, bouleversé par des questions qui résonnent en lui, volontairement laissées ouvertes par le film. Dans l’art d’illustrer et d’interroger l’actualité politique, le cinéma ne peut demander mieux ».

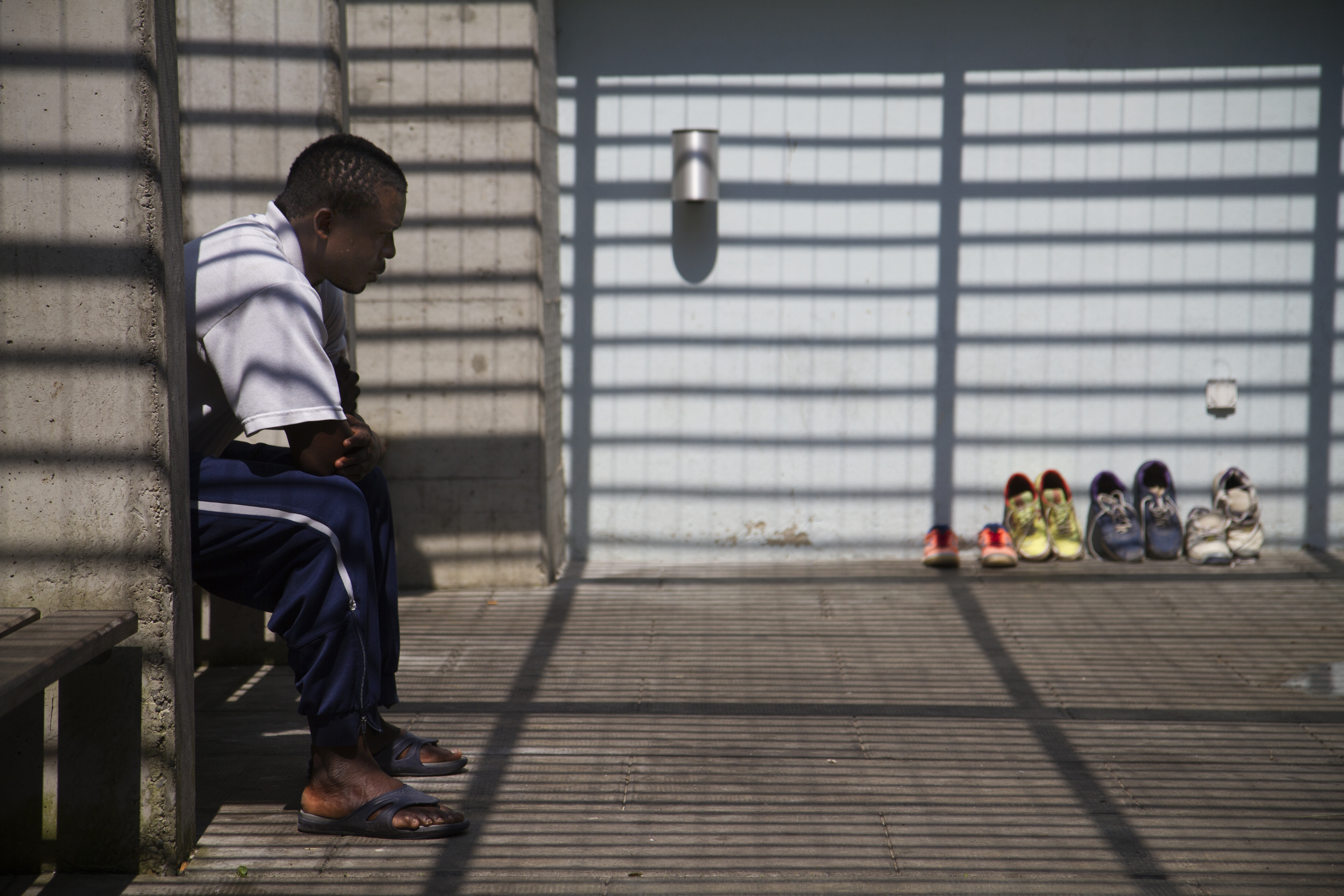
Vol Spécial

Vol spécial (2011) décrit les méthodes d'expulsion d'étrangers dans un centre de rétention administrative à Genève. Il est présenté en compétition internationale le 6 août 2011 au 64e festival de Locarno en présence de la présidente de la Confédération Micheline Calmy-Rey. Elle déclare au journal télévisé de la RTS  « Ce n'est pas conforme à la tradition humanitaire de la Suisse que des gens meurent sur des vols spéciaux ». Le film fait l'objet d'une polémique initiée par le président du jury de Locarno, Paulo Branco. Celui-ci juge que « le film s'accompagne d'un fascisme ordinaire trop courant dans notre société, celui-là même qu'il prétend dénoncer ». La neutralité du traitement du sujet par le cinéaste est largement défendue dans la presse suisse et française, comme l'atteste l'analyse de Jacques Mandelbaum du Monde   « Loin d'affaiblir le film, cette absence de stigmatisation des exécutants rend sensible aux spectateurs la banalité du mal, telle que la démocratie est aussi capable de la mandater ». Le film reçoit plus d'une vingtaine de prix et une nomination aux Emmy Awards. Les journalistes de cinéma lui décernent le Prix suisse de la critique de cinéma et le prix du meilleur film européen de la Fédération des critiques de film européen (FEDORA).

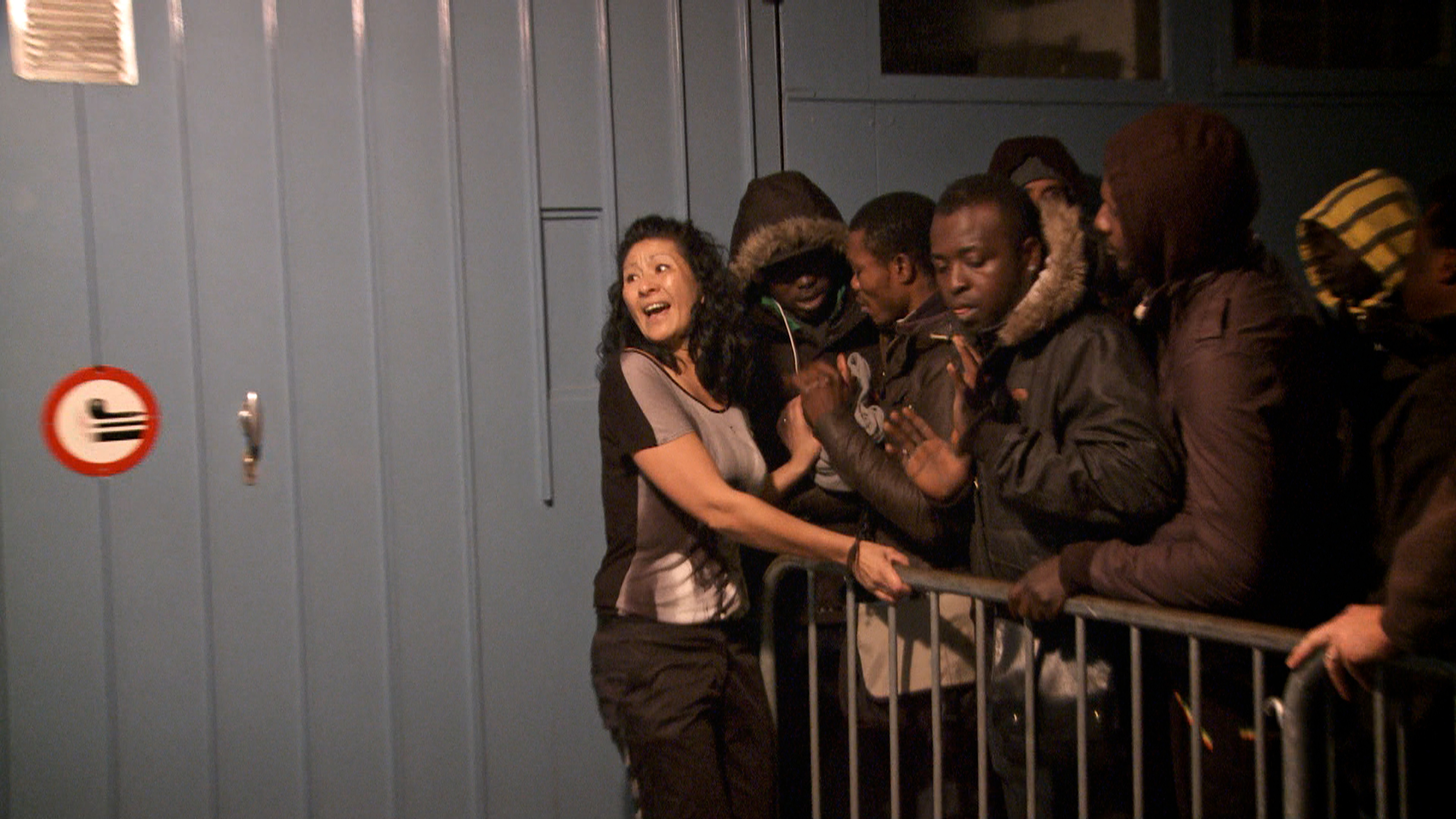
L'abri

L'abri (2014) est un hiver au cœur d’un hébergement d’urgence pour sans-abris à Lausanne. À la sortie du film, le film suscite une polémique sur l'accueil d'urgence dans la capitale vaudoise. La municipalité de gauche est prise à partie et mise face à ses contradictions. Mathilde Blottière dans Télérama écrit « Le réalisateur montre à quelle vitesse la misère ronge, comme de l'acide, les liens entre les gens. Aux côtés de ces parias, Fernand Melgar instruit aussi le procès d'un pays fermé jusqu'au déni, crispé sur son confort, aveuglé par la peur ». Le film reçoit plusieurs prix dont le Giraldillo d'Argent et le Grand prix Rosario Valpuesta au Festival du Cinéma Européen de Séville.

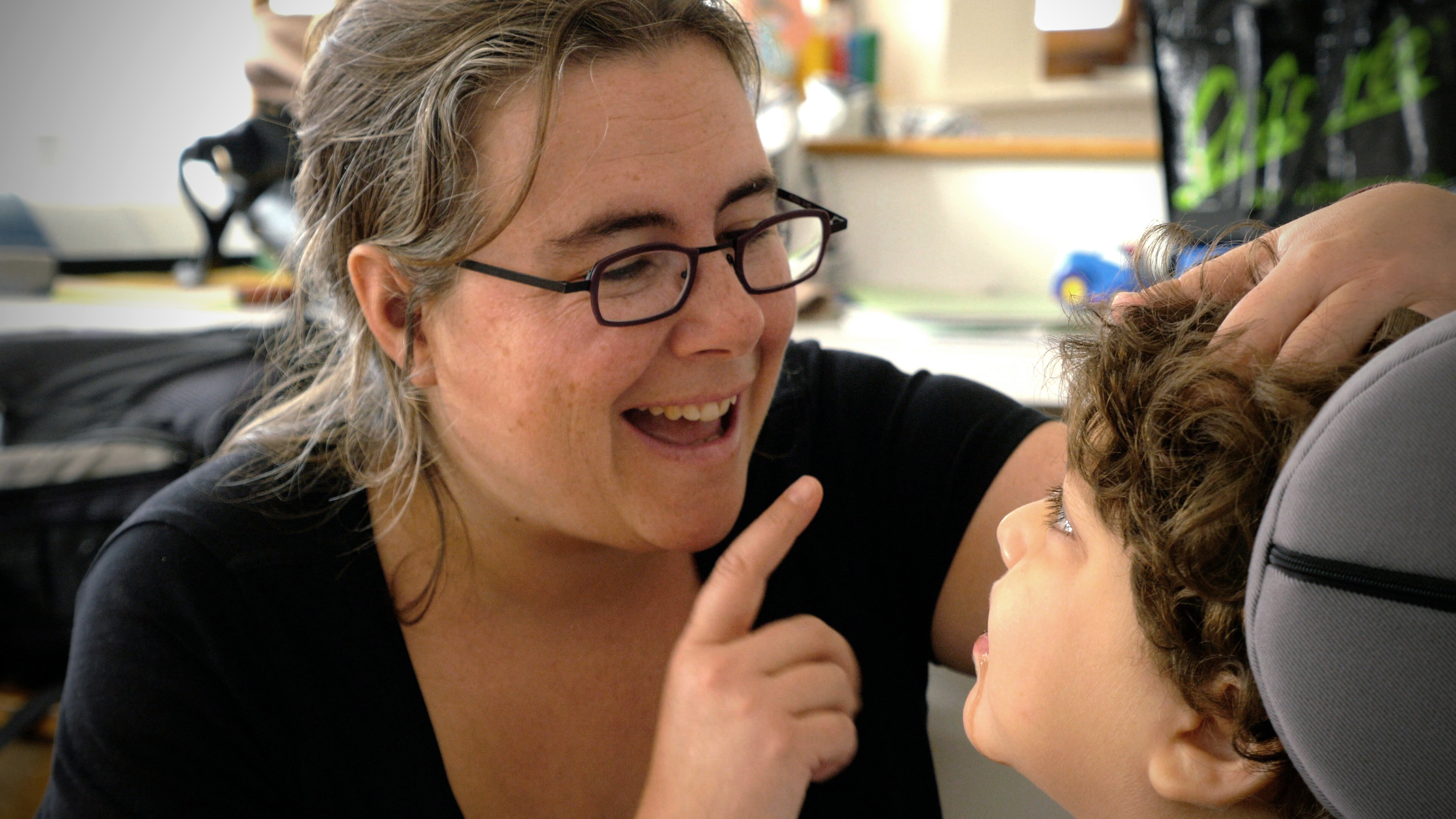
À l'école des Philosophes

À l'école des Philosophes (2018) accompagne les premiers pas à l'école de cinq jeunes en situation de handicap mental à Yverdon. Le film ouvre le 25 janvier 2018 les 53e Journées cinématographique de Soleure en présence du président de la Confédération suisse Alain Berset. Dans son discours d'introduction, il déclare « Quiconque a vu ce film ne pensera probablement plus de la même manière l'intégration des personnes en situation de handicap dans notre société qu'auparavant. Et peut-être plus généralement les personnes qui ne sont pas fortes, en bonne santé, capables ». Le film est sélectionné officiellement au Festival de Locarno, reçoit le premier prix Hors Les Murs au Festival du film et forum international sur les droits humains (FIFDH) et le Grand Prix du public au festival international du film de Gijon. À l'école des Philosophes est le plus grand succès public du cinéma romand et du documentaire suisse en 2018,.

### Engagements et critiques
Il organise des projections et débats civiques autour de ses films dans les écoles et les universités. Le parti nationaliste UDC tente d'interdire la projection de ses films qu'il qualifie de « propagande d’humanistes de gauche » et place dans plusieurs journaux un encart publicitaire « Vol spécial est un docu-menteur inacceptable ». Engagé dans la défense des sans-papiers et du droit d'asile, il mène plusieurs actions publiques et politiques, notamment pour empêcher l'expulsion du requérant d'asile Fahad K., un protagoniste de La forteresse. Il assigne en justice en 2015 le site lesobservateurs.ch du sociologue réactionnaire Ueli Windisch pour injures et menaces. Il a gain de cause et retire sa plainte.
En 2018, il dénonce le laxisme et la complaisance de la Municipalité de Lausanne, majoritairement à gauche, à l'égard de dealers débarqués à la fin des années 1990 en usurpant le statut de requérant d’asile,. Il met en ligne des photos de trafiquants à la sortie des écoles. Une lettre ouverte est signée par plus de 230 personnes du monde du cinéma accuse Fernand Melgar de « faits non avérés et mal documentés d’une façon malhonnête ». Alors que Fernand Melgar s'apprête à enseigner à la HEAD, des réactions d'élèves poussent l'école et le cinéaste à une renonciation.

## Filmographie

### Cinéma

#### Longs métrages
- 1993 : Album de famille, sur l'émigration en Suisse des parents de Fernand Melgar
- 1998 : Classe d'accueil, sur l'intégration de jeunes primo-arrivants à Crissier
- 2002 : Remue-ménage, sur un père de famille qui se travestit à Moudon
- 2005 : Exit, le droit de mourir, sur le suicide assisté en Suisse romande
- 2008 : La Forteresse, sur un centre pour requérant d'asile à Vallorbe
- 2011 : Vol spécial, sur un centre de renvoi pour étranger en situation irrégulière à Genève
- 2014 : L'Abri, sur un hébergement d’urgence pour sans-abri à Lausanne
- 2018 : À l'école des philosophes, sur une école spécialisée à Yverdon

#### Courts métrages
- 1983 : Performances au Musée Deutsch, sur huit jeunes artistes vaudois
- 1986  : Le musée imaginaire, sur un musée abandonné
- 1987  : L'homme-nu, sur un vieil homme qui a choisi de vivre nu dans une forêt suisse
- 1997 : Fou du jeu, sur la ludopathie dans la banlieue de Madrid
- 2003 : Collection Premier Jour, sur des journées particulières qui changent la vie d'un être (Le combat, L'arrivée, L'apprentissage, La visite, La vente, Le stage, L'attente, L'inalpe, La rentrée, L'ordination)
- 2003 : À table (collection premier jour), sur l'alimentation pendant la Seconde Guerre mondiale en Suisse
- 2003 : À l'arrière, sur le rôle des femmes pendant la Seconde Guerre mondiale en Suisse
- 2003 : « J », sur les Juifs refoulés à la frontière suisse pendant la Seconde Guerre mondiale
- 2005 : La vallée de la jeunesse, sur le travail du chorégraphe Philippe Saire

### Télévision
- 1990 : Chroniques cathodiques, sur la vidéo de création à New-York
- 1991 : Je zappe donc je suis, sur l'univers de la télévision dans le monde
- 2013 : Le monde est comme ça, sur la destinée des expulsés de Vol spécial

## Installations
- 2005 : Le puits, sur la mystique de l'eau
- 2009 : Dans la forteresse, sur l'environnement visuel et sonore de La Forteresse